# Hof
 For alternative betydninger, se Hof (flertydig). (Se også artikler, som begynder med Hof)
Et hof er en regents husholdning. 
Hoffet omfatter regentens familie, ansatte og nærmeste omgangskreds. Fyrster, konger og kejsere omgives af et hof. 
I perioder hvor regentens magt er stor er regentens rådgivere, heriblandt ministre, en del af hoffet.
| Familie | Spire Denne artikel om familie og parforhold er en spire som bør udbygges. Du er velkommen til at hjælpe Wikipedia ved at udvide den. |